# Australische Südfrösche (Überfamilie)
Australische Südfrösche (Myobatrachoidea) sind eine in Australien, auf Tasmanien sowie Neuguinea beheimatete Überfamilie der Froschlurche (Anura). Sie besteht aus den beiden Familien Limnodynastidae und Myobatrachidae.

## Merkmale
Bei den Arten handelt es sich um sehr kleine bis mittelgroße Frösche (Kopf-Rumpf-Längen von zwei bis elf Zentimetern), die bodenbewohnend sind. Sie zählen zur Fauna Australiens und kommen dort nach der hier gebräuchlichen Systematik der Amphibien in 21 Gattungen und 132 Arten vor. 

## Fortpflanzung
Es sind sowohl Arten mit aquatilem Kaulquappenstadium als auch solche mit direkter terrestrischer Entwicklung innerhalb der Eier vertreten.
Manche Arten legen ihre Eier in Schaummassen ab, die sie selbst fabriziert haben und die auf dem Wasser treiben. Eine bizarre Form der Brutpflege wiesen die inzwischen wohl ausgestorbenen Magenbrüterfrösche (Rheobatrachus) auf. Die Banjo-Frösche Limnodynastes dumerilii und Limnodynastes dorsalis tragen ihren Namen daher, weil sich die Paarungsrufe der Männchen so ähnlich anhören wie die Saitenklänge eines Banjos.
Wie bei fast allen Froschlurchen weltweit zu beobachten ist, gehen auch die Populationen der Australischen Südfrösche zurück. Die Ursachen dafür sind noch ungeklärt. Als Erklärung werden unter anderem die erhöhte UV-Strahlung, eine Pilzerkrankung oder auch Pestizid-Einsatz vermutet.

## Taxonomie

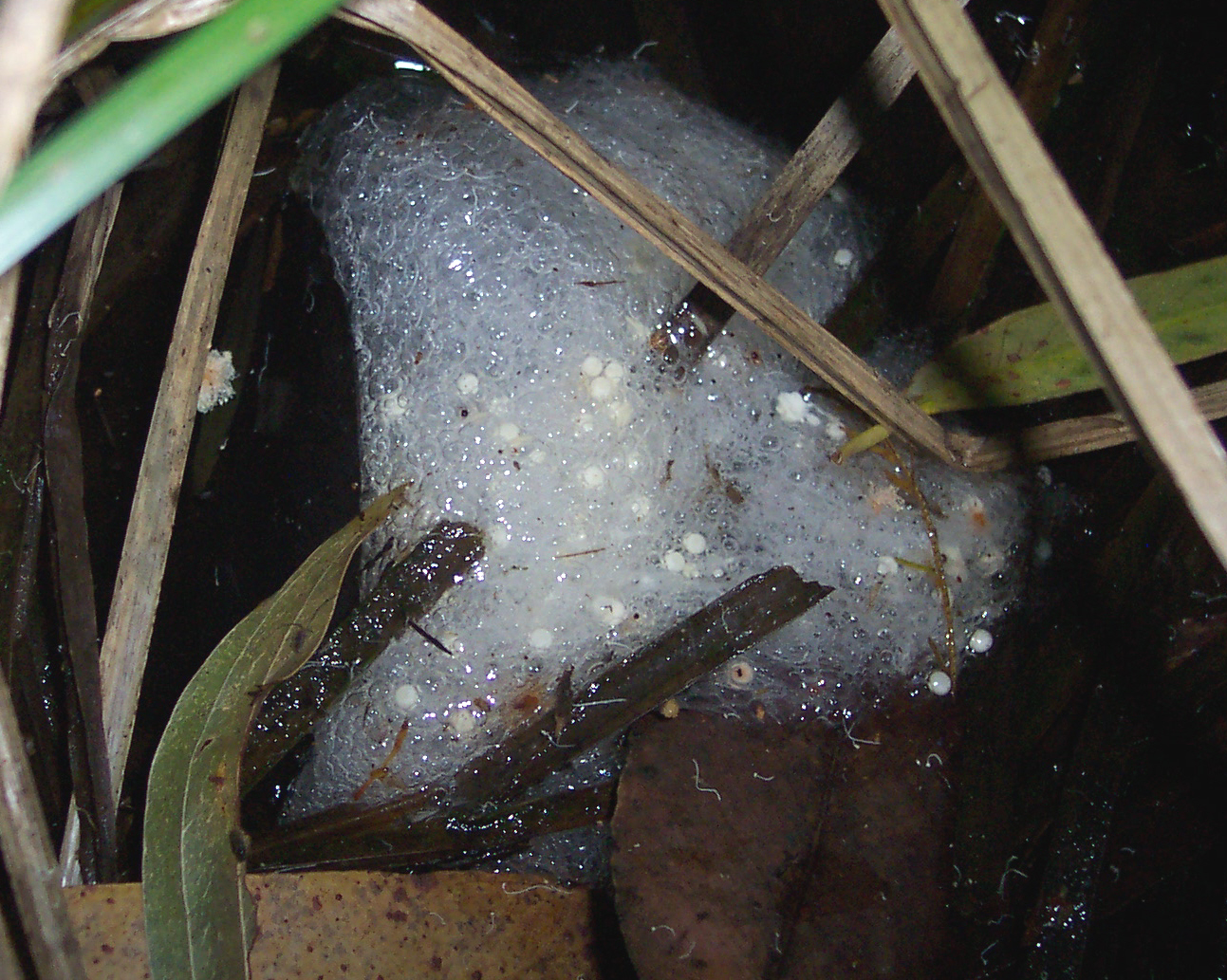
Schaumnest von Adelotus brevis

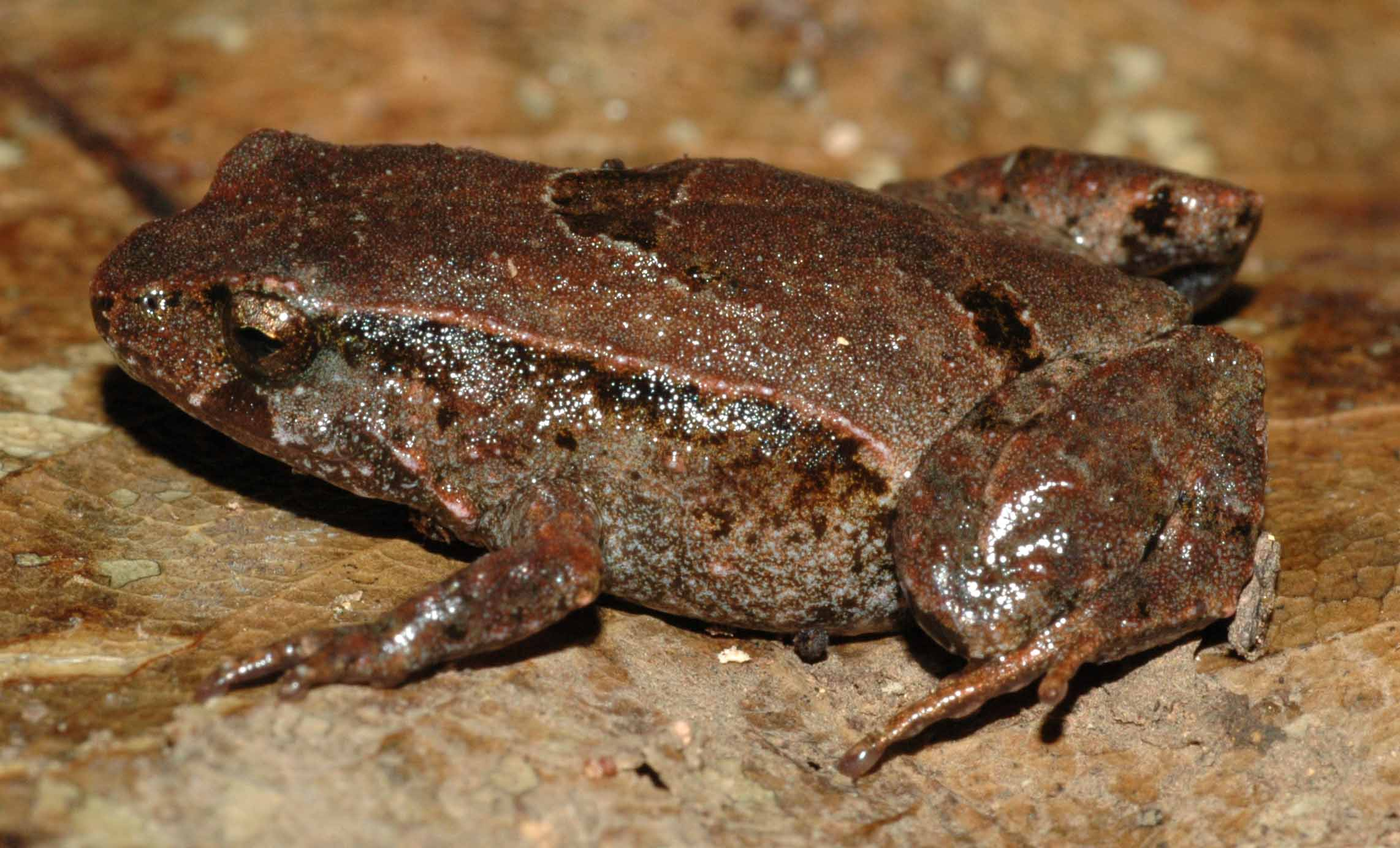
Assa darlingtoni

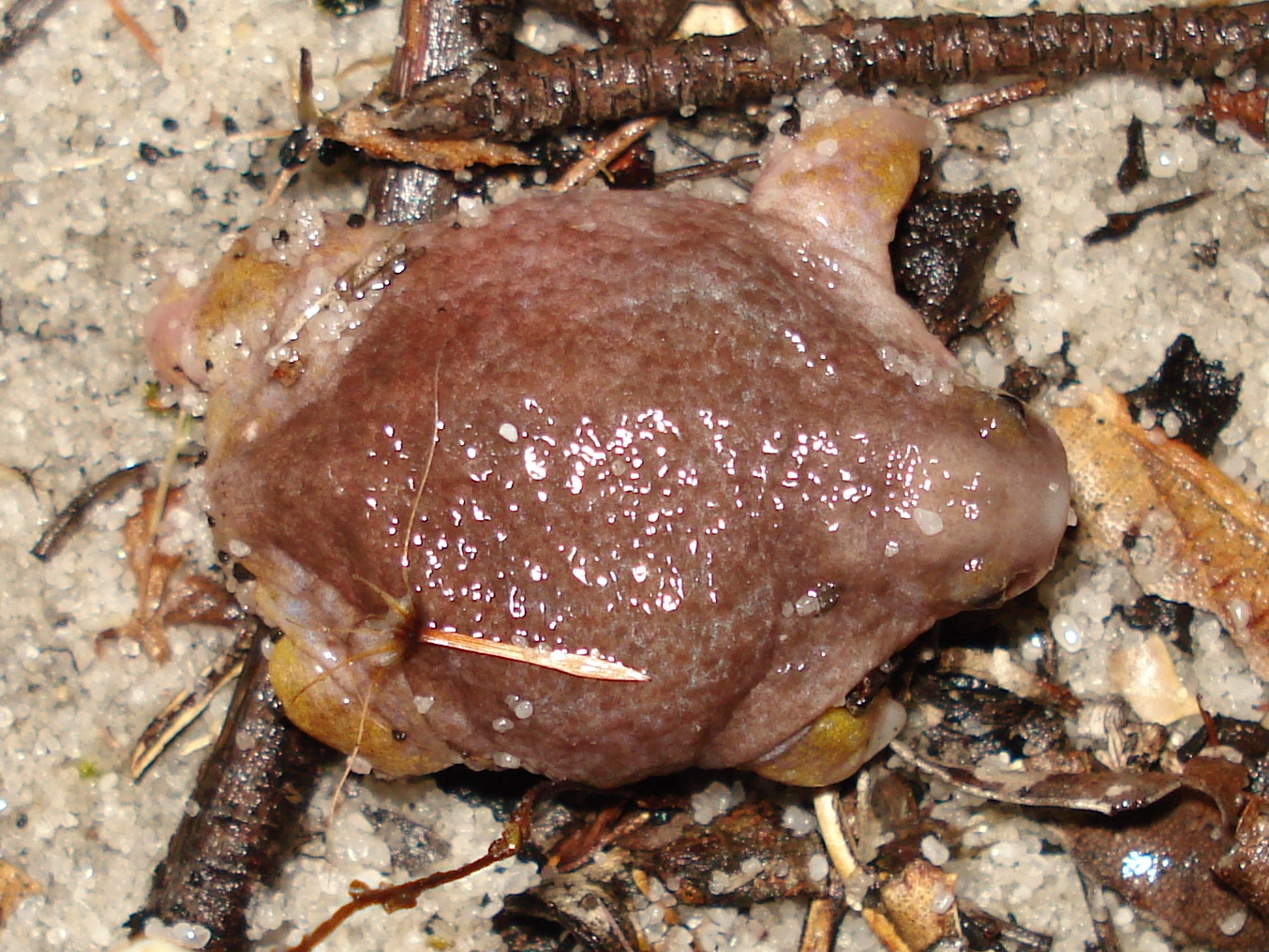
Schildkrötenfrosch (Myobatrachus gouldii)

Die systematische Abgrenzung der Myobatrachidae ist uneinheitlich. Anders als hier dargestellt, werden von manchen Autoren die beiden Familien Limnodynastidae und Myobatrachidae als Unterfamilien Limnodynastinae und Myobatrachinae in der Familie Myobatrachidae angesehen. Die Magenbrüterfrösche (Rheobatrachus) waren früher ebenfalls in einer separaten Familie Rheobatrachidae eingeordnet.
- Familie Limnodynastidae Lynch, 1971 (7 Gattungen mit 44 Arten)[1]
  - Gattung Adelotus Ogilby, 1907
  - Gattung Heleioporus Gray, 1841
  - Gattung Limnodynastes Fitzinger, 1843
  - Gattung Neobatrachus Peters, 1863
  - Gattung Notaden Günther, 1873 – siehe: Katholikenfrosch
  - Gattung Philoria Spencer, 1901
  - Gattung Platyplectrum Günther, 1863
    - Platyplectrum aganoposis (Zweifel, 1972)
    - Platyplectrum fletcheri (Boulenger, 1890)
    - Platyplectrum melanopyga (Doria, 1875)
    - Platyplectrum ornatum (Gray, 1842)
    - Platyplectrum platyceps (Parker, 1940)
    - Platyplectrum spenceri (Parker, 1940)

Die Gattung Lechriodus Boulenger, 1882 wurde mit Platyplectrum synonymisiert.
- Familie Myobatrachidae Schlegel in Gray, 1850 (13 Gattungen mit 91 Arten)[2]
  - Gattung Anstisia Webster & Bool, 2022
    - Anstisia alba (Wardell-Johnson and Roberts, 1989)
    - Anstisia lutea (Main, 1963)
    - Anstisia rosea (Harrison, 1927)
    - Anstisia vitellina (Wardell-Johnson and Roberts, 1989)

  - Gattung Arenophryne Tyler, 1976
    - Arenophryne rotunda Tyler, 1976
    - Arenophryne xiphorhyncha Doughty & Edwards, 2008

  - Gattung Assa Tyler, 1972
    - Assa darlingtoni (Loveridge, 1933)
    - Assa wollumbin Mahony, Hines, Mahony, Moses, Catalano, Myers & Donnellan, 2021

  - Gattung Crinia Tschudi, 1838
  - Gattung Geocrinia Blake, 1973
    - Geocrinia laevis (Günther, 1864)
    - Geocrinia leai (Fletcher, 1898)
    - Geocrinia victoriana (Boulenger, 1888)

  - Gattung Metacrinia Parker, 1940 
    - monotypisch, einzige Art: Metacrinia nichollsi (Harrison, 1927)

  - Gattung Mixophyes Günther, 1864 (system. Zuordnung umstritten, früher in Limnodynastinae)
  - Gattung Myobatrachus Schlegel in Gray, 1850 
    - monotypisch, einzige Art: Schildkrötenfrosch (Myobatrachus gouldii (Gray, 1841))

  - Gattung Paracrinia Heyer & Liem, 1976 
    - monotypisch, einzige Art: Paracrinia haswelli (Fletcher, 1894)

  - Gattung Pseudophryne Fitzinger, 1843
    - Pseudophryne corroboree Moore, 1953

  - Gattung Rheobatrachus Liem, 1973 – Magenbrüterfrösche (system. Zuordnung umstritten, früher in Limnodynastinae)
    - Rheobatrachus silus Liem, 1973
    - Rheobatrachus vitellinus Mahony, Tyler & Davis, 1984

  - Gattung Spicospina Roberts, Horwitz, Wardell-Johnson, Maxson & Mahony, 1997 
    - monotypisch, einzige Art: Spicospina flammocaerulea Roberts, Horwitz, Wardell-Johnson, Maxson & Mahony, 1997

  - Gattung Taudactylus Straughan & Lee, 1966
  - Gattung Uperoleia Gray, 1841

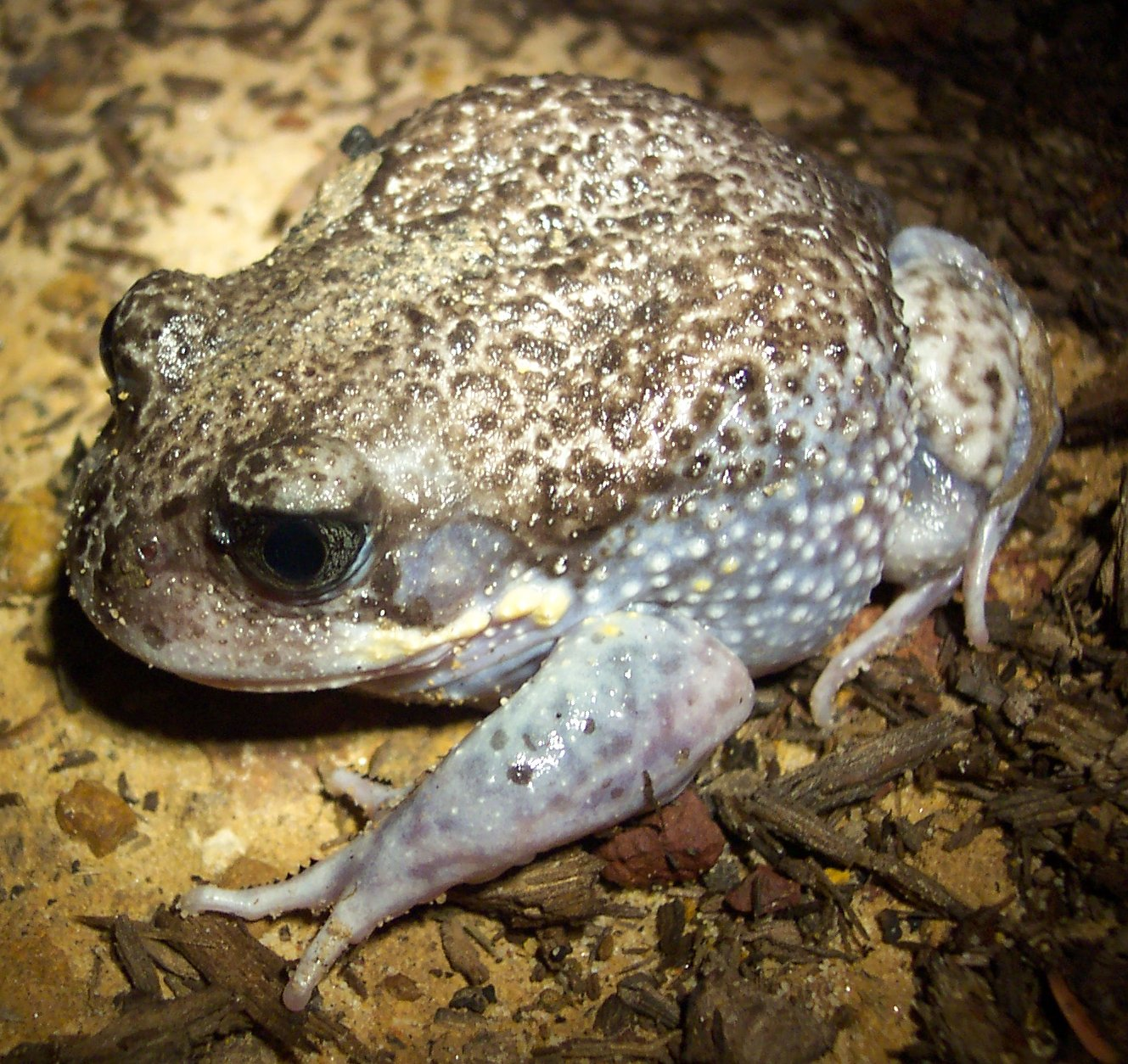
Heleioporus australiacus
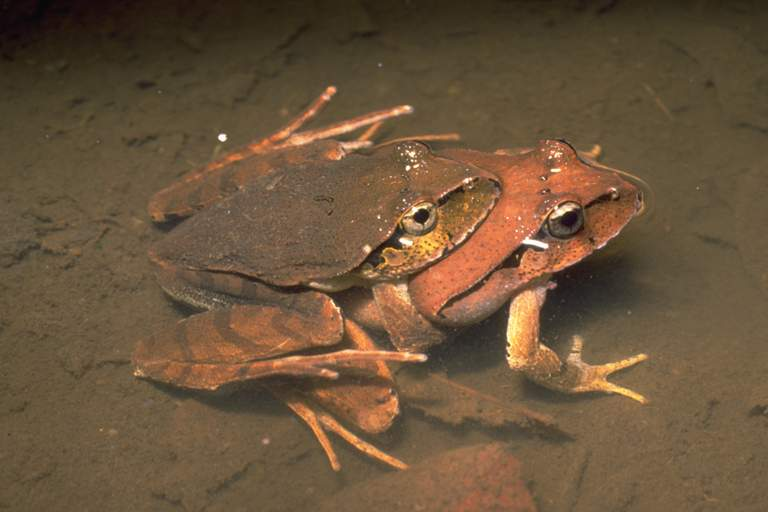
Lechriodus fletcheri
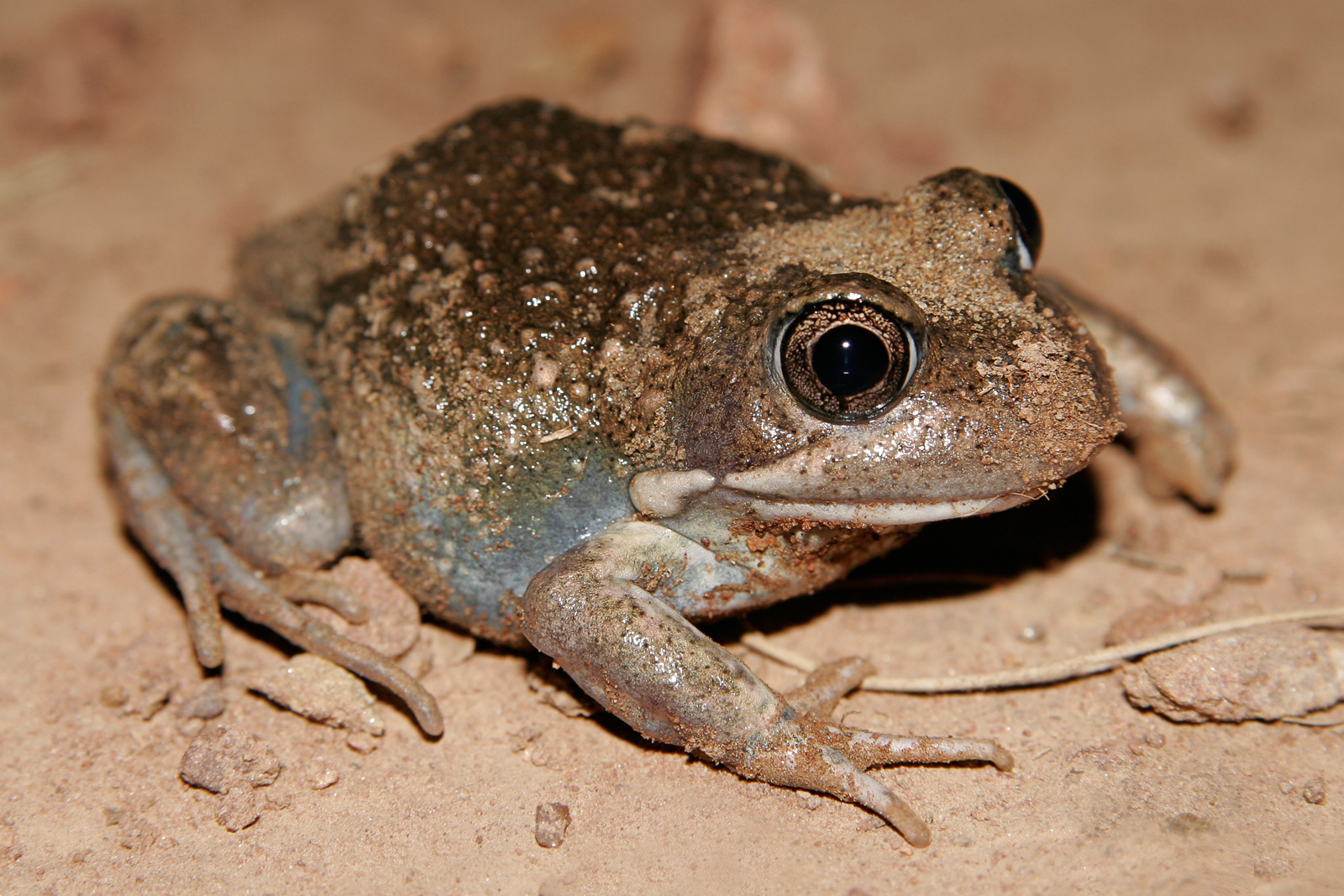
Östlicher Banjo-Frosch (Limnodynastes dumerilii)
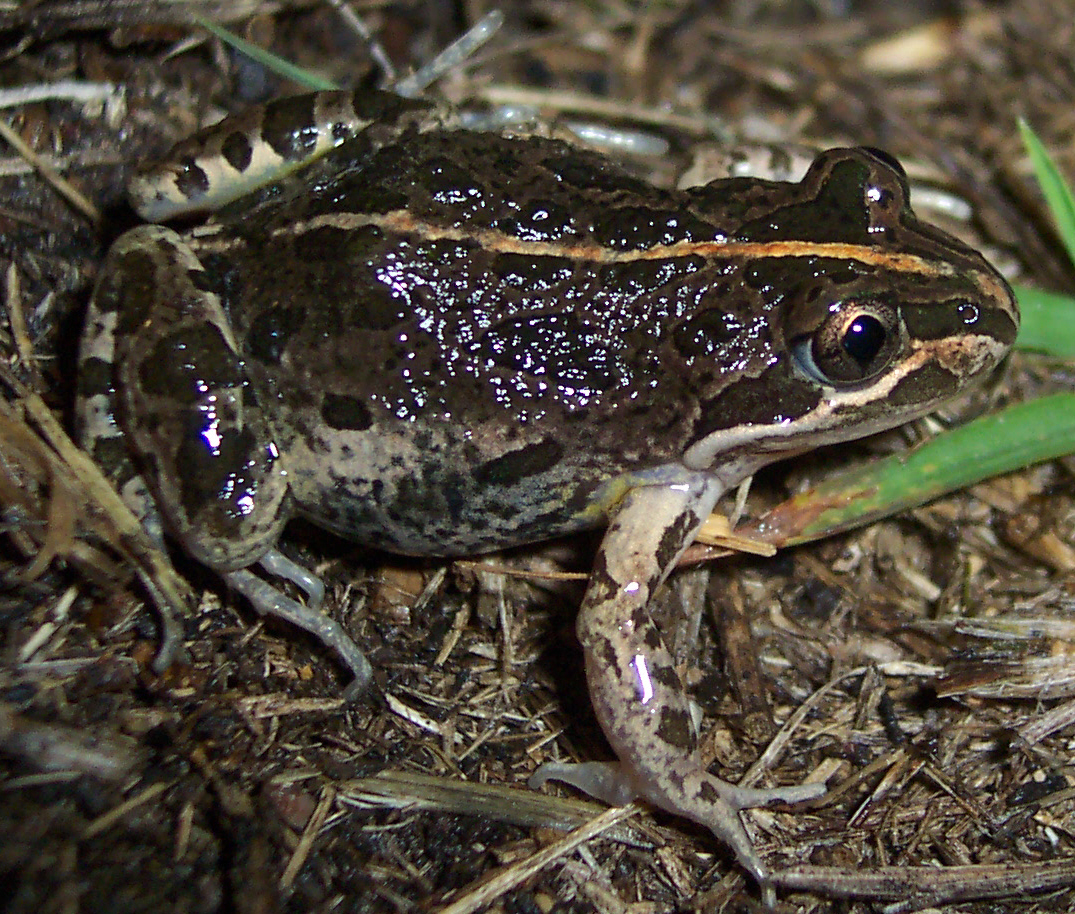
Limnodynastes tasmaniensis
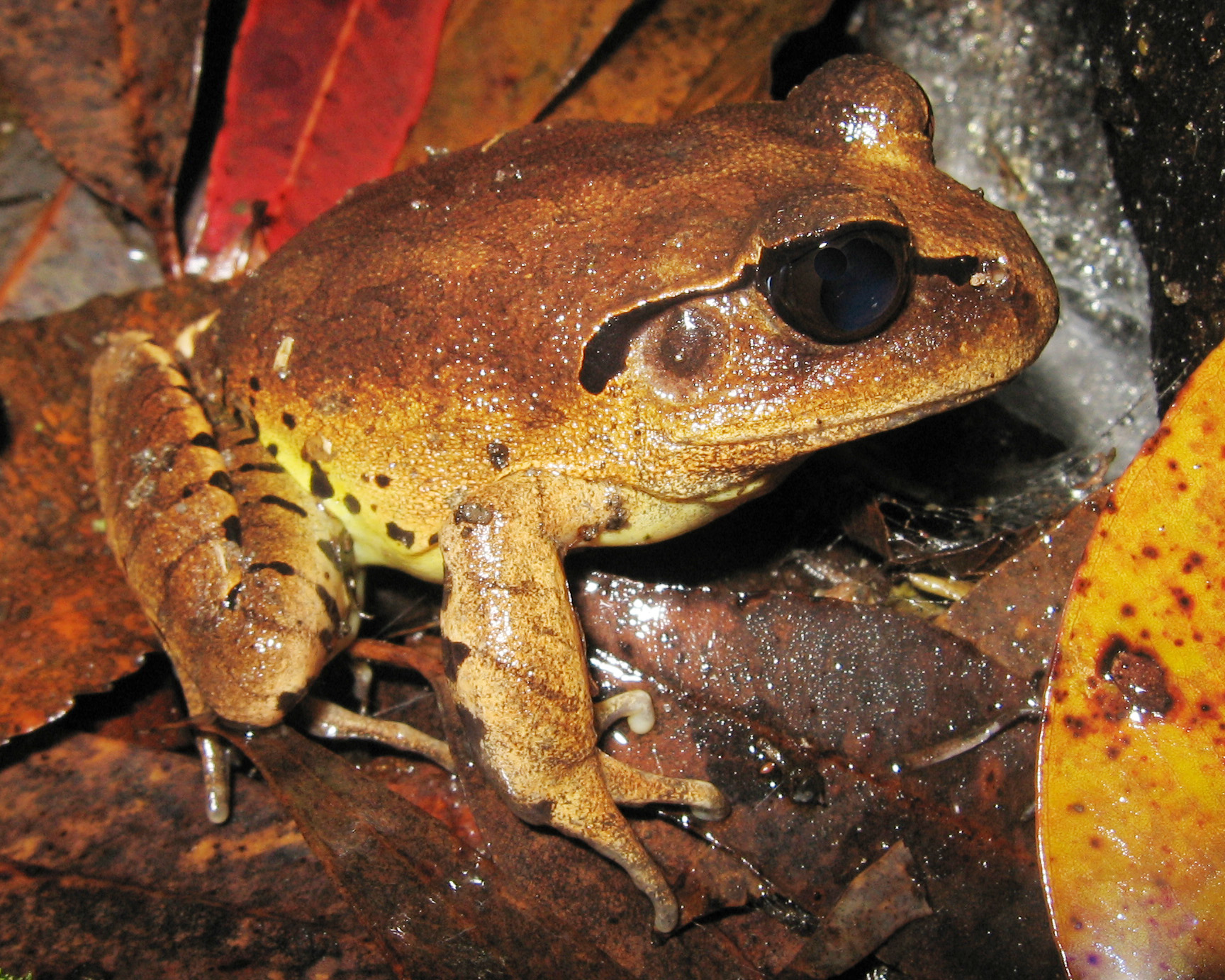
Mixophyes fasciolatus
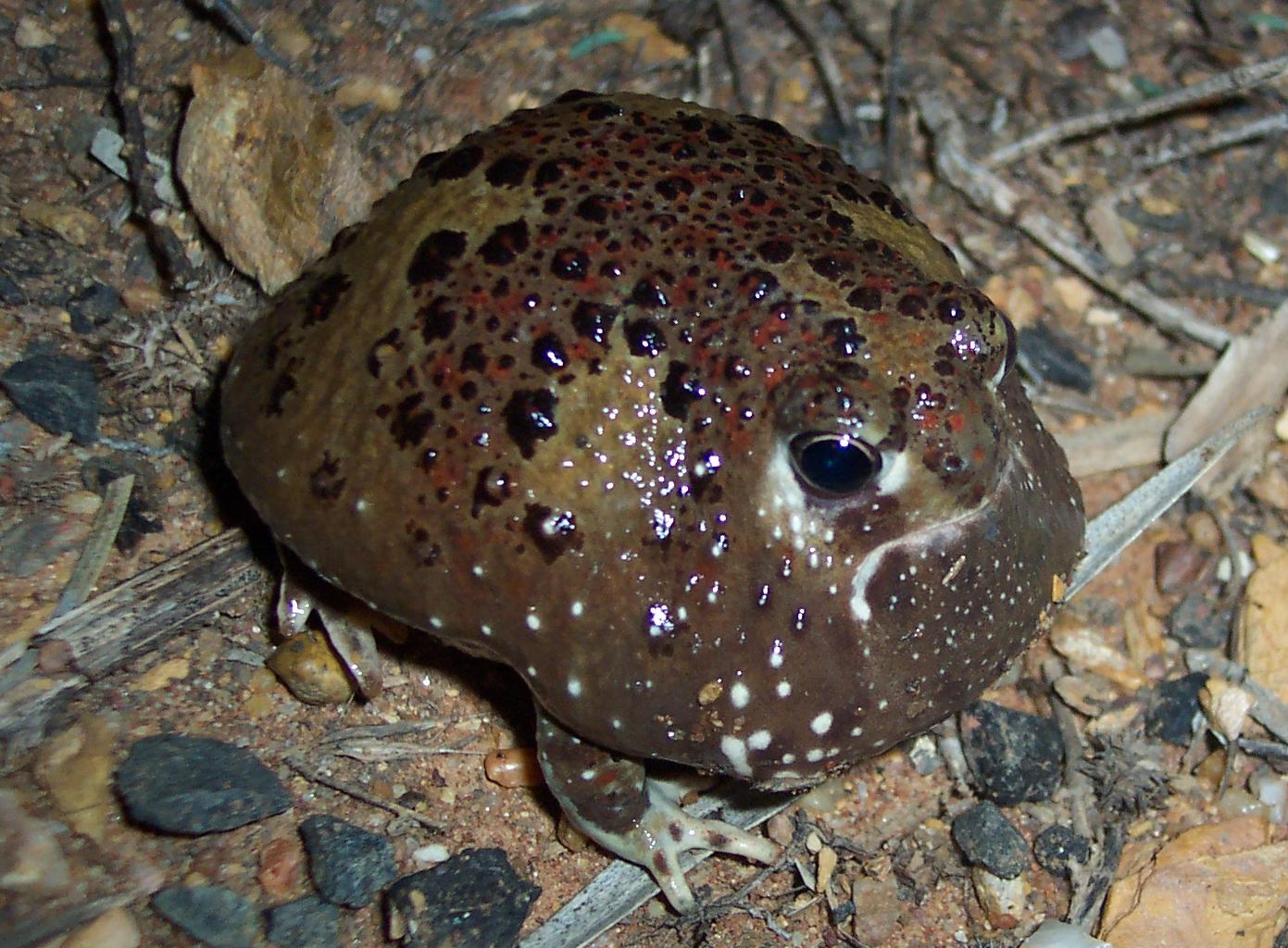
Katholikenfrosch, Notaden bennettii
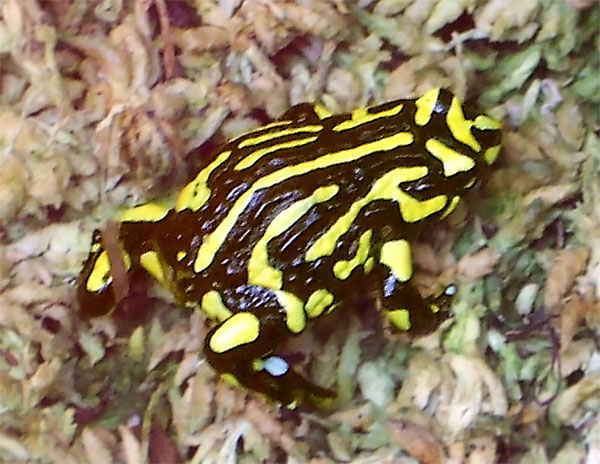
Pseudophryne corroboree
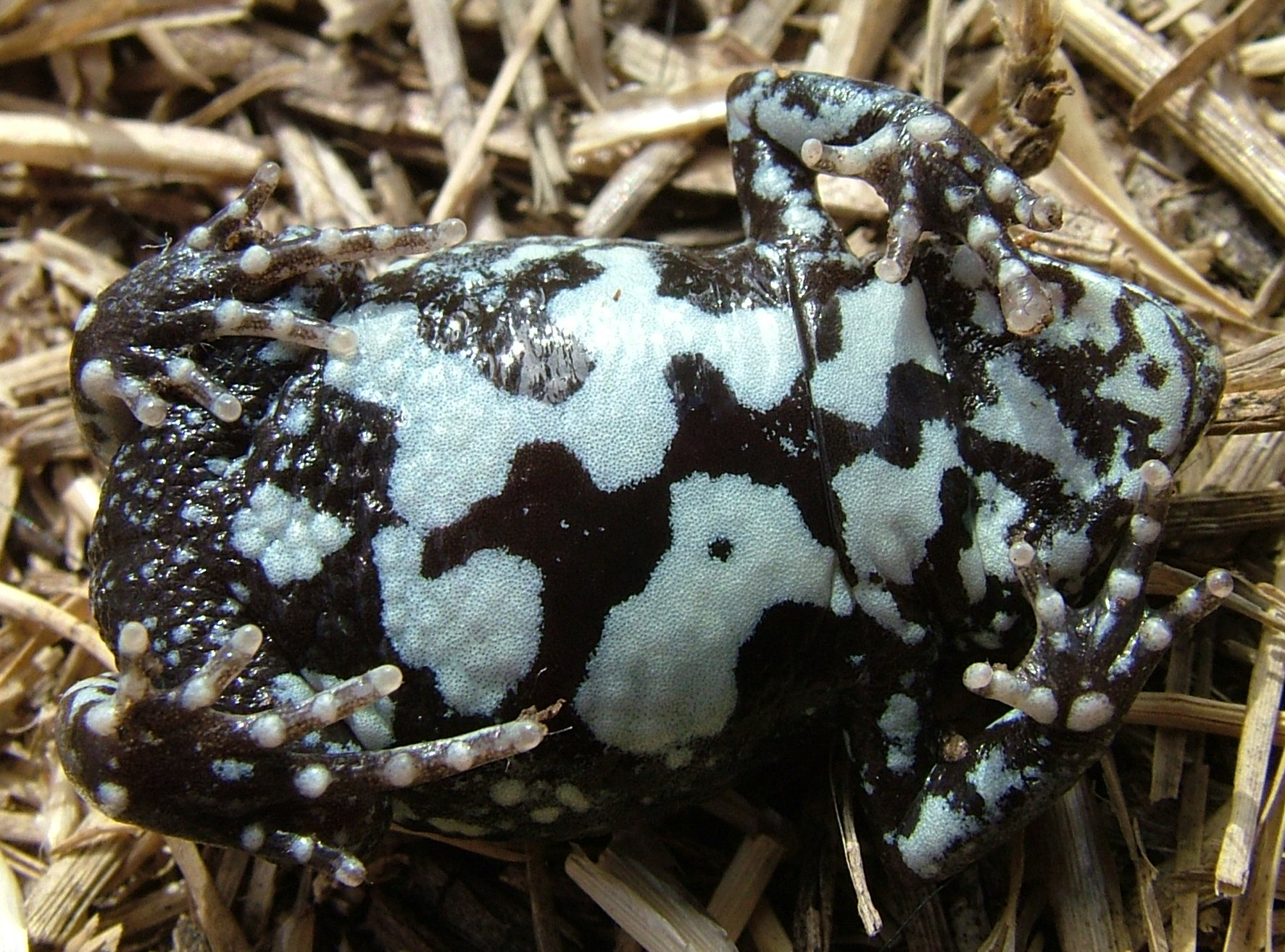
Pseudophryne major, Unterseite
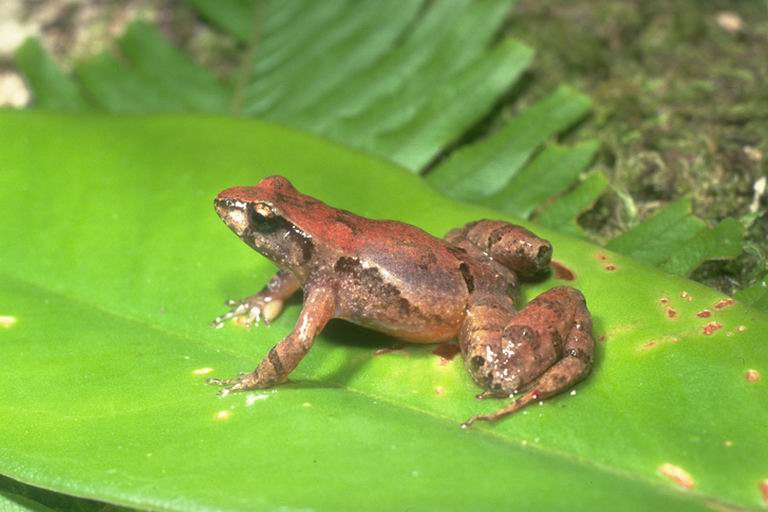
Taudactylus liemi
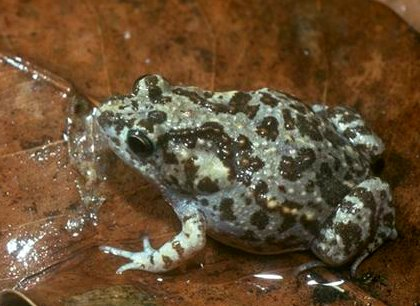
Uperoleia mimula